# Munkerup
Munkerup er et kyst- og sommerhusområde i Hornbæk-Dronningmølle i Nordsjælland . Munkerup er beliggende ved Øresund to kilometer vest for Dronningmølle, fire kilometer øst for Gilleleje og 22 kilometer nord for Hillerød. Byområdet tilhører Gribskov Kommune og er beliggende i Søborg Sogn.